# NGC 2290
NGC 2290 este o galaxie spirală situată în constelația Gemenii. A fost descoperită în 4 februarie 1793 de către William Herschel. Se află la o distanță de 70,89 de megaparseci de Pământ.